# Phiomia
Phiomia je rod bazálního chobotnatce, žijící před 36-35 miliony let v severní Africe. Jeho pozůstatky byly objeveny v egyptském Fajjúmu. Byl vysoký 2,5 metru.

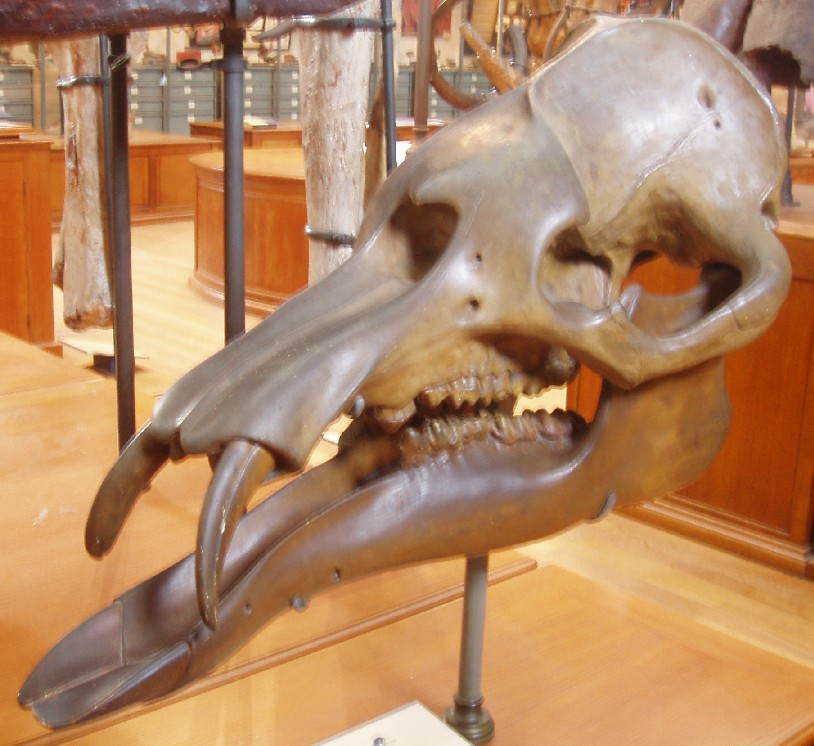
Lebka phiomie

Měl krátký chobot, krátké kly a „lopatu“, kterou používal ke sběru potravy. Byl podobný druhům Platybelodon, Amebelodon a Archaeobelodon.